# Contarinia sambuci
Contarinia sambuci är en tvåvingeart som först beskrevs av Johann Heinrich Kaltenbach 1873.  Contarinia sambuci ingår i släktet Contarinia och familjen gallmyggor. Inga underarter finns listade i Catalogue of Life.